# دهه ۸۱۰ (پیش از میلاد)
دهه ۸۱۰ (پیش از میلاد) ۸۱مین دهه قبل از مبدا شروع تقویم میلادی است.